# Hubert Staines
Pour les articles homonymes, voir Staines.
Hubert Staines  (23 novembre 1893-26 septembre 1970,) est un enseignant et un homme politique provincial canadien de la Saskatchewan. Il représente la circonscription d'Athabasca à titre de député du Parti libéral de la Saskatchewan de 1941 à 1944.

## Biographie
Né dans l'Essex en Angleterre, il arrive au Canada en 1913. Il étudie à l'Université de Brandon et à l'école normale de Regina. Durant la Première Guerre mondiale, il sert en Europe dans les unités d'ambulances. Après la guerre, il enseigne au Collège de Moose Jaw de 1924 à 1927 et ensuite comme directeur d'une école secondaire de Rosetown. Avant son entrée en politique, il enseigne l'histoire dans une école au Prince Albert Collegiate.
Élu lors d'une élection partielle tenue en raison du décès du député Jules Marion,, il devient ministre de l'Éducation. Ne se représentant pas en 1944, il sert de conseiller pour les chefs Libéraux et également statisticien pour le parti jusqu'en 1965. En 1964, il est nommé directeur exécutif de la Saskatchewan Centennial Corporation.
Il meurt à Regina à l'âge de 76 ans.